# Thores Trio (musikalbum)
Thores Trio är ett album från 1981 av Thores Trio.

## Låtlista
1. Träget skall vi timra (Axel Flyckt - Gustav Johansson)
2. Hit kom dom (Nanna Helin)
3. Arbetsmannen (Trad -Wilhelm Åhlund)
4. Älvarna kvar (Nanna Helin)
5. På sommarbryggan (Nanna Helin)
6. Du barn av Nordanland (Kolbjörn Svendsen - Bror Bolling)
7. Vi hade en gång en såg (Trad - Nanna Helin)
8. Arbetarkvinnorna (Nanna Helin)
9. Ordning på krånglet (Kai Gullmar - Nanna Helin)
10. Bränn-Pers vals
11. Ett år har gått (Zacar - Nanna Helin)
12. Bei mir bist du schön (Scholom Secunda - J. Jacobs)
13. Ungdom (Don Reid/Arthur Altman - S.S. Wilson)
14. Enhetsfrontsmarschen (Hanns Eisler - Gustav Nilsson)
15. En afton i Ingenmansland (Jimmy Kennedy - Gösta Nilsson)
16. Folkets Hus-visan (Nanna Helin)
17. Norrbottenssången (Trad tysk soldatvisa - Hilding Hagberg)